# Kathleen Kirkham
Kathleen Kirkham (Menominee, 15 aprile 1895 – Santa Barbara, 7 novembre 1961) è stata un'attrice statunitense.

## Filmografia parziale
- Tarzan of the Apes, regia di Scott Sidney (1918)
- The Romance of Tarzan, regia di Wilfred Lucas (1918)
- He Comes Up Smiling, regia di Allan Dwan (1918)
- The White Moth, regia di Maurice Tourneur (1924)
- Il figlio di papà (A Regular Fellow), regia di A. Edward Sutherland (1925)
- The Isle of Retribution, regia di James P. Hogan (1926)